# Maurice Okoumba-Nkoghé
Maurice Okoumba-Nkoghé, né le 6 août 1954 à Franceville, est un poète et un écrivain gabonais.

## Biographies
Maurice Okoumba Nkoghé, né en 1954 à Alélé, une petite localité située dans la province du Haut-Ogooué au Gabon, est un auteur et intellectuel gabonais qui a marqué la littérature de son pays. Son parcours est celui d’un homme engagé, dont la carrière a non seulement contribué à l'enrichissement de la littérature gabonaise, mais aussi à l’épanouissement du milieu académique et culturel de son pays.
Après avoir terminé ses études au Gabon, Maurice Okoumba Nkoghé poursuit sa formation universitaire en France à l’Université de Lyon, où il obtient un doctorat en Lettres modernes. C'est une étape clé de son parcours, car cette expérience internationale élargit sa vision et son approche des enjeux littéraires et culturels. Une fois ses études terminées, il rentre au Gabon et intègre l’Université Omar Bongo (anciennement Université de Libreville), où il devient enseignant en littérature. Ses connaissances et son expertise lui permettent rapidement d’assumer des responsabilités plus importantes, notamment celle de chef du département de Lettres modernes.
Outre sa carrière universitaire, Maurice Okoumba Nkoghé a occupé plusieurs postes prestigieux dans le domaine de la culture et des affaires publiques. En 1986, il est nommé Conseiller Technique du Ministre de la Culture. Il joue un rôle important dans la promotion de la culture gabonaise et dans le développement des relations culturelles internationales, en particulier en Afrique. Il a aussi été Secrétaire de la Commission Nationale pour le Centre International de Civilisation Bantou (CICIBA), un organisme chargé de promouvoir les échanges culturels entre les pays de la zone Bantoue. À la présidence de la République, il occupe la fonction de Conseiller aux affaires culturelles et devient également Directeur de Cabinet adjoint du Premier Ministre, ce qui témoigne de l’influence qu’il a acquise dans les sphères politiques et culturelles du Gabon.
Maurice Okoumba Nkoghé est aussi un écrivain prolifique, ayant signé près de vingt publications depuis les années 1980. Parmi ses œuvres les plus importantes, on trouve des romans comme Siana, La Mouche et la Glu, La Courbe du Soleil, Le Chemin de la Mémoire, Le Signe de la Source, Elo, la Fille du Soleil et Le Rêve de Nyenzi. Ses écrits se distinguent par leur diversité et la richesse des thématiques qu’ils abordent. Ils explorent des sujets variés, mais sont toujours profondément enracinés dans les réalités sociales, politiques, historiques et écologiques du Gabon. Maurice Okoumba Nkoghé se fait l’écho des luttes et des défis que son pays et son continent rencontrent, tout en mettant en lumière des problématiques universelles telles que la quête d’identité, la mémoire historique, et les rapports entre tradition et modernité.
Il faut également noter que l’œuvre de Maurice Okoumba Nkoghé a contribué à faire connaître la littérature gabonaise au-delà des frontières nationales. À travers ses récits et ses engagements, il a joué un rôle essentiel dans le rayonnement de cette littérature, qui, bien que longtemps marginalisée, a connu un regain d'intérêt et de reconnaissance à l'échelle continentale et internationale au début du XXIe siècle. Les œuvres de Maurice Okoumba Nkoghé ont ainsi non seulement enrichi le patrimoine littéraire gabonais, mais elles ont aussi contribué à la construction d’une conscience culturelle commune au sein de l’Afrique francophone.

En somme, Maurice Okoumba Nkoghé est une figure emblématique de la littérature et de la culture gabonaises, dont l’engagement, tant sur le plan académique que culturel, a marqué son époque. Par son œuvre, il invite à une réflexion profonde sur l’histoire, la société et l'avenir de son pays et de l’Afrique, tout en ouvrant des pistes pour une meilleure compréhension des enjeux contemporains à travers une écriture accessible et empreinte de sensibilité.

## Œuvres
L'écriture de Maurice Okoumba Nkoghé se distingue par sa pluralité et sa transversalité. Ses œuvres abordent des thématiques variées, souvent ancrées dans les réalités sociales, historiques et écologiques de son pays. Ses textes explorent des problématiques contemporaines, notamment les questions de mémoire, d’identité, et d'écologie. Cependant, malgré la richesse de ses thématiques, ses œuvres peinent à obtenir une visibilité internationale à la hauteur de leur valeur.
- Paroles vives écorchées  (poèmes), Arcam, Paris, 1978
- Rhône-Ogooué  (poème), Arcam, Paris, 1980.
- Le soleil élargit la misère  (poèmes), Arcam, Paris, 1980.
- Siana (roman), édition, Silex, Paris, 1986.
- Adia (roman), Akpagnon, Paris, 1985.
- La mouche et la glu (roman), Présence africaine, Paris, 1984.
- Olendé (épopée), L’Harmattan, Paris, 1989.
- La courbe du soleil (roman), Les Éditions Udégiennes, Libreville, 1993.
- Le chemin de la mémoire (roman), L’Harmattan, Paris, 1998.
- Nzébi  épopée), Raponda Walker, Libreville, 2001.
- Le signe de la source (roman), Ed. Clé de Yaoundé, 2007.
- Elo la fille du soleil (roman), L’Harmattan, Paris, 2008.
- Le pacte d’Afia (roman), La Maison Gabonaise du Livre, Libreville, 2009.
- Le rêve de Nyenzi (roman), Éditions Ntsame, Libreville, 2010.
- Le destin de Doussala (roman), Éditions Odette Maganga (ODEM), Libreville, 2011[1]

### Entretiens
- « Je suis un rhinocéros d'Afrique à deux cornes », entretien avec Okumba Nkoghe, poète et romancier, propos recueillis par Michel Voltz, Notre librairie. La littérature gabonaise, n° 105, 1991, p. 103-107